# Стамбол капија у Нишкој тврђави
Стамбол капија у Нишкој тврђави или Цариградска капија један је од четири улаза (излаза) на утврђеном земљаном бедему који су Османлија (током реконструкције и доградње старе Античке тврђаве) изградиле у периоду од 1719—1723. године. Име је добила по правцу пута који је водио на исток, ка Стамболу (данас Истанбулу граду у Турској).

## Статус и категорија заштите
Због свог историјског и археолошког значаја Стамбол капија у Нишкој тврђави проглашена је, 23. децембра 1982. године, за „Културно добро од великог значаја“ и под бројем СК 289 уведено је у централни регистар споменика културе у Републици Србији. Као основ за упис у регистар послужило је решење Завода за заштитуту и научно проучавање споменика културе НРС бр.671/48 од 6. маја 1948. године.
Надлежни завод који води месни регистар и бригу о овом културном добру од великог значаја је: Завод за заштиту споменика културе Ниш.

## Историја
Тврђава Хисар у Нишу, грађена је као утврђени земљани бедем, на коме се налазило седам бастиона — табија, удаљених међусобно по 200 метара. На јужној страни Тврђаве налазио се ров широк осам до десет стопа и испуњен водом из реке Нишаве.
У тврђаву се могло ући и из ње изађин кроз четири велике капије, од којих је ка западу водио пут ка Београду, северу пут ка Видину, југу пут ка Стамболу и Солуну и југоистоку, пут ка градском насељу изван зидина тврђаве — Јагодин мали.
Данашње утврђење артиљеријског типа подигле су Османлије у периоду од 1719. до 1723. године на простору античког и раног средњовековног утврђења, када је Султановом повељом од 19. фебруара 1719. одлучено „да се у Нишу изгради јака тврђава”. У пролеће 1719. године отпочели су радови по пројекту главног архитекте Мехмед аге и његовог брата Мустафа аге, главног организатора радова. Прве године градње, 1719. године, ангажовао је више десетина хиљада спахија из десет санџака Румелијског беглербеглука, а 1722. године из 14 санџака. Последње године градње бедема, 1723, доведено је 40. мајстора каменорезаца из Цариграда, а бедем је зидало 400 зидара. Завршетак радова обележен је свечаностима и постављањем плоче са записом на Стамбол капији, јуна 1723. године.
Као и свако артиљеријско утврђење, данашња Нишка тврђава има полигоналну основу, са седам неједнаких страна и четири велике капије (Стамбол врата, Београдска врата,  Водена или јагодинмалска врата и Видинска врата), једном малом капијом (потерна врата, „вратанца“ којима се излази у градске ровове) и осам бастионих тераса.
Са бедемима дужине 2.100 m који су широки 3 m, а високи 8 m тврђава захвата површину од 22 ha, 80 ари и 52 m².
Коначни, данашњи изглед, Нишка тврђава добила је 1737. године када су Османлије у њој накнадно доградиле још неколико објеката.

## Запис на капији
На Стамбол капији, сачувана су три записа на каменим плочама, један о изградњи тврђаве и два из два различита периода о изградњи каменог моста на Нишави испред капије.

### Запис о градњи тврђаве
Завршетак радова обележен је свечаностима и постављањем плоче са записом на Стамбол капији, јуна 1723. године.
Након завршетак радова постављана је камена плоче са записом изнад улаза на Стамбол капији, јуна 1723. ове садржине:
Пре годину дана доврши се ова градска капија и на њој се подиже свод. У целој царевини поста ова капија најјача заштита и Султан Ахмед II начини нишки град најтврђим градом 1723 године.

### Записи о Мехмед пашином мосту
О Мехмед-пашином мосту изграђеном у Нишу на реци Нишави, на каменим плочам постављеним на Стамбол капији укесани су ови записи, из два историјска раздобља (османског и српског): 
Османски запис

На Стамбол капији Нишке тврђаве, запис ове садржине, о мосту испред капије на турском језику арапским писмом, оставиле су османлије:
Мехмед-паша штедротом својим начини овај мост. Овим јаким мостом, ком нема равна, пролазе дању и ноћу богати и сиромаси. Нака Бог награди оснивача ове корисне задужбине. Ове стихове написа Хашим у спомен моста који начини Мехмед-паша.
Српски запис

Након ослобођења Ниша од Османлија, Срби су на слободном делу панела испод османског записа, након обнове моста, уклесали овај запис на српском језику:
Подигао визир Мехмед-паше Будимски 1619. Обнављан под владом књаза српског Милана М. Обреновића IV по освајању Ниша 28. децембра 1877.

## Положај, пространство и изглед објекта
Стамбол капија у Нишкој тврђави, налазе се на јужном делу бедема Нишке тврђаве, и наставак је улице која се из правца тврђаве, преко нишавског моста настављала некад Покривеном чаршијом а данас Обреновићевом. Са спољне стране капија је била је окружена ровом испуњеним водом реке Нишаве, тако да се до њеног улаза могло доћи само преко моста.
Мермерна плоча, смештена изнад масивне дрвене капије, са спољне стране обложене челичним плочама са велим закивцима. Саграђена по пројекту Мустафа-аге из Софије капија је завршена 1723. године и тиме је обележила завршетак главних радова на тврђави.
Поред богатог оријенталног украса, у горњем делу капије налазе се зупчасти и кружни отвори за топове који су коришћени за одбрану тврђаве и града. У засвођеном делу капија има четири бочне просторије које су служиле за смештај стражара, и затворску ћелију.
Стамбол капија једна је две најбоље сачуване капије (од укупно четири исте намене) која је највише у функције, и која је адекватно презентована и није препуштена зубу времена, и као таква постала је један од главних симбола Града Ниша.